# Le Vol du vampire
 (juin 2013).
Si vous disposez d'ouvrages ou d'articles de référence ou si vous connaissez des sites web de qualité traitant du thème abordé ici, merci de compléter l'article en donnant les références utiles à sa vérifiabilité et en les liant à la section « Notes et références ».
Le Vol du vampire est un recueil de notes de lecture publié par Michel Tournier en 1981.
L'auteur aborde des univers littéraires aussi divers que le mythe Tristan et Iseut, les ouvrages de critique de Kant, Les Affinités électives de Goethe, La Mère de Pearl Buck, les romans de Thomas Mann, l'œuvre d'Émile Zola, ou encore Gros-Câlin d'Émile Ajar.